# Гречаный, Вячеслав Васильевич
Вячесла́в Васи́льевич Греча́ный (11 февраля 1940 — 20 мая 2019) — советский и российский философ, специалист в области аксиологии и философской антропологии. Доктор философских наук, профессор.

## Биография
В 1962 году окончил исторический факультет Дальневосточного государственного университета.
В 1965 году окончил аспирантуру философского факультета Ленинградского государственного университета имени А. А. Жданова.
В 1965—1970 годы — ассистент кафедры философии Ленинградского медицинского института.
С 1971 года преподавал на философском факультете Ленинградского государственного университета. В 1974 году защитил кандидатскую диссертацию «Философское и методологическое значение понятия ценности».
В 1990 году в ЛГУ имени А. А. Жданова защитил диссертацию на соискание учёной степени доктора философских наук по теме «Аксиологический аспект философии». (Специальность 09.00.01 — Диалектический и исторический материализм) Официальные оппоненты: профессора С. С. Батенин, К. Н. Любутин и В. П. Фофанов.
В 1991 году присвоено учёное звание профессора.
Профессор Смольного института Российской академии образования.
Умер 20 мая 2019 годa, за несколько месяцев до своего восьмидесятилетия.
Супруга — психотерапевт Елена Алексеевна Шаповал (род. 1944); дети: Северин Гречаный и Ксения Горелик.

## Научная деятельность
В. В. Гречаный занимается изучением вопросов, связанных с аксиологией человека, аксиологией русской философии и прагматикой языка. Он обосновывает идею аксиологически направленной философии. Аксиология рассматривается им как составная часть философии (наряду с онтологией и гносеологией) и как метафилософия. Соотношение онтологии, гносеологии и аксиологии понимается по аналогии с методологической взаимосвязью синтактики, семантики и прагматики. Устанавливается взаимосвязь аксиологии с философской антропологией и с гуманизмом. Онтологические и гносеологические вопросы философии излагаются с антропологической и аксеологической точек зрения. Экзистенциальные дихотомии человека рассматриваются в их проявлении в переоценке, девальвации, конфликте, кризисе ценностей. Гречаный считает, что аксиологически направленная философия по сравнению с другими философскими направлениями имеет наоболее благоприятную возможность выразить общефилософское отношение к историческим потрясениям, вызванным кризисом человека и человечности.

## Участие в конференциях и форумах
- 1983 Всесоюзная научно-теоретическая конференция «Наука и общество», Иркутск, Иркутский гос. университет им. А.А. Жданова.
- 1996 Россия: прошлое, настоящее, будущее. Всероссийская научно-практическая конференции, Санкт-Петербург
- 2018 Международный форум «Маркс-XXI» (200-летию Карла Маркса посвящается), Москва, МГУ.

## Научные труды

### Диссертации
- Гречаный В. В. Аксиологический аспект философии: автореферат дис. … доктора философских наук : 09.00.01 / ЛГУ. — Ленинград, 1989. — 32 с.

### Монографии
- Гречаный В. В., Сержантов В. Ф. Человек как предмет философского и естественнонаучного познания. — Л.: Изд-во ЛГУ, 1980. — 216 с.
- Гречаный В. В. Категория ценности. (Философский и лингво-семантический анализ). — СПб., 1993.
- Гречаный В. В. Философы о философии : (Философия в зеркале ист. рефлексии) / Балт. гос. техн. ун-т, Каф. философии; [Сост. В. В. Гречаный]. — СПб. : БГТУ, 1995. — 43 с. ISBN 5-85546-037-1
- Философия науки : хрестоматия. Кн. 1./ В. В. Гречаный и др., М-во образования и науки Российской Федерации, Балтийский гос. технический ун-т «Военмех»; под ред. А. П. Мозелова, О. П. Семёнова. — СПб.: БГТУ 2006. — 258, [1] с.

### Статьи
на русском языке
- Гречаный В. В. К вопросу о значении ценностного подхода в философии и психологии // Проблемы методологии и теории медицины. Труды ЛМПИ. — Т. 52. — Вып. 1. 1969;
- Гречаный В. В. О понятиях положительной и отрицательной ценности (семантические и социологические аспекты). // Социологические проблемы семьи и молодежи: сборник. — Л.: Наука, 1972.
- Гречаный В. В., Сержантов В. Ф. Ценностные аспекты марксистского понимания сущности человека. // Диалектика и частные науки. Л., 1972.
- Гречаный В. В. Об аксиологическом аспекте философии. // Учёные записки. Философские и социологические исследования. — Вып. 14. — Л., 1973.
- Гречаный В. В., Сержантов В. Ф. Методологические вопросы теоретической медицины. Рецензия. // Философские науки. — 1976. — № 4.
- Гречаный В. В. Методологическое значение понятия ценности в обществознании. // Актуальные методологические проблемы социальных наук: сборник. — Л., 1976.
- Гречаный В. В. Философско-методологическое значение ценностной проблематики. // Эвристическая и прогностическая функции философии в формировании научных теорий. — Л., 1976.
- Гречаный В. В. Аксиология — философская наука о человеческих ценностях. // Вестник Ленинградского университета. — 1977. — № 5
- Гречаный В. В. Место и значение общей теории ценности в системе философского знания // Единство диалектического и исторического материализма. — Л., 1978;
- Гречаный В. В., Сержантов В. Ф. Единство марксистской философии. // Единство диалектического и исторического материализма. — Л.: ЛГУ, 1978.
- Гречаный В. В., Иванов В. Г., Мозелов А. П. Мировоззренческая функция диалектики. // Функции материалистической диалектики. Л., 1980.
- Гречаный В. В., Сержантов В. Ф. Рецензия на книгу И. Т. Фролова «Жизнь и познание». Л., 1981. // Философские науки. — 1982. — № 2.
- Гречаный В. В., Сержантов В. Ф. Философские основания теории личности. Введение. // Теория личности. — Л., 1982.
- Гречаный В. В. Философия, наука, ценности. // Наука и общество: сборник. Вып. III. Тезисы конференции. — Иркутск, 1983.
- Гречаный В. В. Исторический материализм как общая философия. // Исторический материализм и методология социального познания. — Новосибирск, 1983.
- Гречаный В. В., Пашков М. В. Ценность и стоимость. // Методология «Капитала» К. Маркса и современная наука. — Л., 1984.
- Гречаный В. В. О системном единстве диалектического и исторического материализма. // Диалектика взаимосвязи природы, общества и техники: сборник. Тезисы конференции. Владивосток, 1985.
- Гречаный В. В., Караваев Г. Г., Сервантов В. Ф. О сущностном тождестве диалектического и исторического материализма. // Вестник Ленинградского университета, 1985. — Вып. 2. — № 13.
- Гречаный В. В. Роль мировоззрения в политической пропаганде. // Формирование научного мировоззрения и вопросы контрпропаганды: сборник. Тезисы конференции. — Таллин, 1985.
- Гречаный В. В. Проблема ценности в современной науке. // Исторический материализм как методология социального познания. — Новосибирск, 1985.
- Гречаный В. В. К вопросу о месте эстетической ценности в общей системе ценностей. // Вестник Ленинградского университета. Сер. 6. — 1987. Вып. 2. — № 13.
- Гречаный В. В. О дефиниции понятия ценности. // Человек как объект философского и социогуманитарного познания. Владивосток, 1988.
- Гречаный В. В. Гуманистическое содержание материалистической диалектики // Человек: опыт комплексного исследования (философско-методологические аспекты). — Владивосток, 1988;
- Гречаный В. В. Гуманизм марксистской философии ценности. // Вестник Ленинградского университета. Сер.6. 1988. — Вып. 2. — № 13.
- Гречаный В. В. Ценность и ценностные понятия. // Вестник Ленинградского университета. Сер.6. — 1988. — Вып.4. — № 27
- Гречаный В. В. Единство мировоззрения и науки как проблема теоретико-ценностной интерпретации // Философия, мировоззрение, практика. — Иркутск, 1989;

на других языках
- Grechany V. V. Value as œsihodolosical concept.- In: VIII International Congress of Logic, Methodology and Philosophy of Science. V.4. P.1. (Section 6). Koscow, 1967.
- Grechany V. V. La etapa leninista en el desarrollo de la filosofia marxista. — Giron (Cuba), 1-5 de julio de 1979.
- Grechany V. V. El objeto de la filosofia como problema. — Giron (Cuba), 7 de novleabre de 1979.